# Myjava (distrito)
O Distrito de Myjava (eslovaco: Okres Myjava) é uma unidade administrativa da Eslováquia, situado na Trenčín (região), com 29.243 habitantes (em 2001) e uma superficie de 326 km². Sua capital é a cidade de Myjava.

## Demografia
| Ano:        | 1994   | 2004   | 2014   | 2024   |
| ----------- | ------ | ------ | ------ | ------ |
| Broj ljudi: | 30 018 | 28 527 | 27 083 | 24 809 |
| Razlika:    |        | -4,96% | -5,06% | -8,39% |

| Ano:               | 2023   | 2024   |
| ------------------ | ------ | ------ |
| Número de pessoas: | 25 013 | 24 809 |
| Diferença:         |        | -0,81% |

## Cidades
- Brezová pod Bradlom
- Myjava (capital)

## Municipios
| - Brestovec - Bukovec - Hrašné - Chvojnica - Jablonka | - Kostolné - Košariská - Krajné - Podkylava - Polianka | - Poriadie - Priepasné - Rudník - Stará Myjava - Vrbovce |